# Bear Grylls
Edward Michael „Bear” Grylls (ur. 7 czerwca 1974 w Donaghadee) – brytyjski podróżnik, alpinista, popularyzator sztuki przetrwania i były Naczelny Skaut Wielkiej Brytanii.
Służył trzy lata w brytyjskich siłach specjalnych jako żołnierz 21 Pułku Rezerwy Special Air Service. Wystąpił w programie telewizyjnym Szkoła Przetrwania, a także Bear Grylls w miejskiej dżungli, Escape from hell, Survival with Bear Grylls oraz w serialu Netflix Ty kontra dzicz. Wraz z jedenastką śmiałków występował w programie Uciec do Legii Cudzoziemskiej. Bear Grylls jest instruktorem skautowym i najmłodszym jak dotąd naczelnikiem brytyjskiej The Scout Association. Został nim 23 lipca 2009, w wieku 35 lat. 
5 września 2024 na stanowisku Naczelnego Skauta Wielkiej Brytanii zastąpił go Dwayne Fields.

## Życiorys

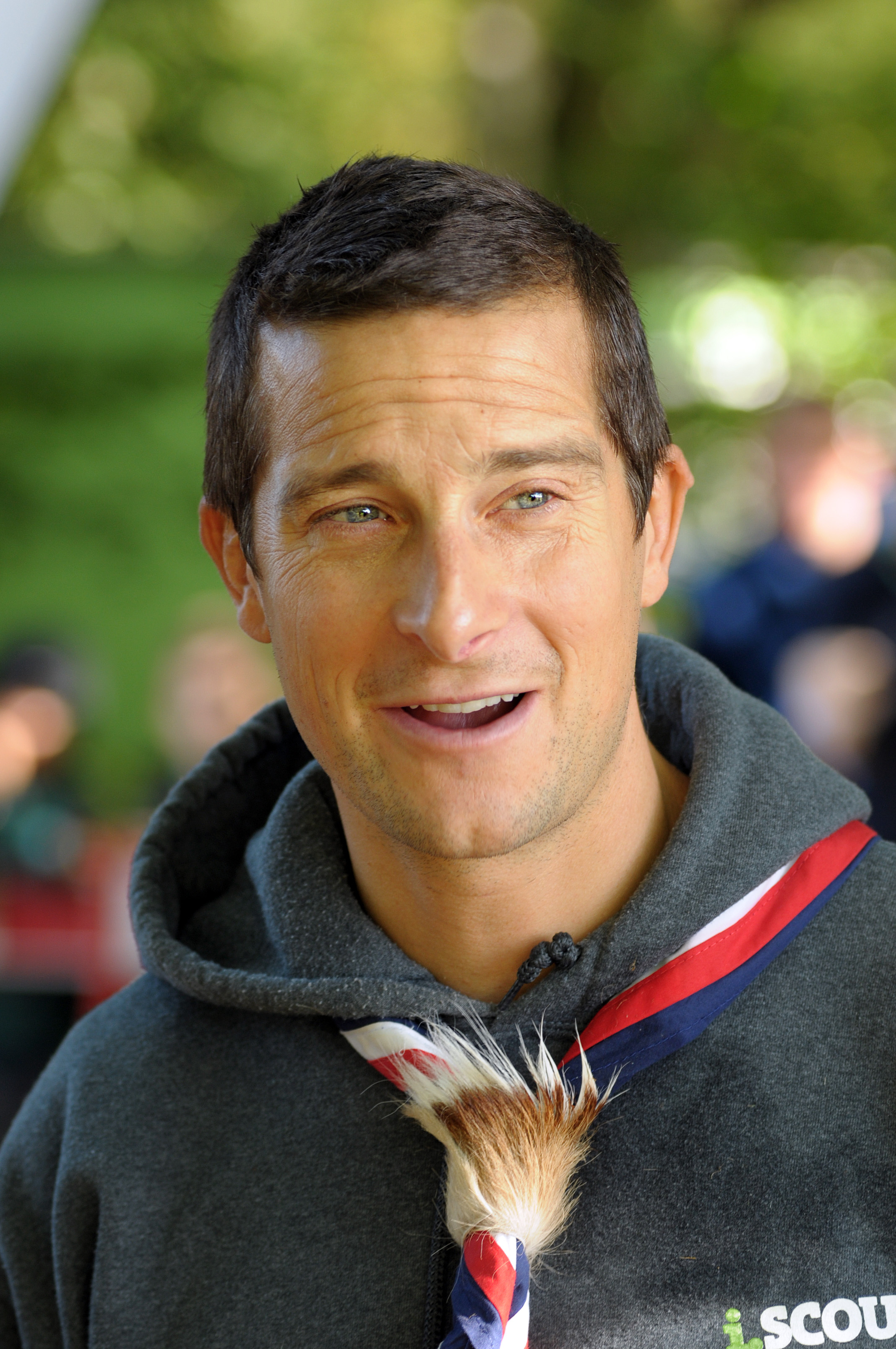
Bear Grylls podczas spotkania ze skautami (październik 2012)

16 maja 1998 roku osiągnął swoje marzenie z dzieciństwa i wspiął się na szczyt Mount Everestu w Nepalu. Dokonał tego gdy miał 23 lata. Istnieje jednak spór o to, czy był najmłodszym Brytyjczykiem, który zdobył szczyt Mount Everestu, gdyż rok wcześniej alpinista James Allen, posiadający obywatelstwo australijskie i brytyjskie, dokonał tego samego, mając 22 lata.
31 lipca 2003 roku przemierzył zamarznięte Morze Arktyczne.
23 lipca 2005 roku na wysokości niemal 8 tys. metrów, ubrany we frak, zjadł trzydaniowy obiad przy stoliku zamocowanym do kosza balonu, z którego następnie wyskoczył.
23 lipca 2008 roku Bear Grylls ustanowił rekord Guinnessa w najdłuższym lataniu w tunelu aerodynamicznym – 1 godz. 37 min.

## Życie prywatne
Do czwartego roku życia mieszkał w Donaghadee w Irlandii Północnej, jednak później przeprowadził się wraz z rodziną i wychowywał się w wiosce Bembridge na wyspie Wight. Grylls początkowo nosił imię Edward, ale urzędowo zmienił je na „Bear”. Jego ojcem jest Michael Grylls, polityk brytyjskiej Partii Konserwatywnej, a matką Sally Ford. Ma starszą siostrę – Larę. Uczył się w Ludgrove School, Birkbeck i Eton College.
W 1996 roku podczas skoku spadochronowego w Zambii doznał ciężkiego urazu. Na wysokości 4900 metrów jego spadochron zaczął się plątać i Grylls musiał wylądować na niesprawnym spadochronie. Jak później powiedział, mógł odciąć główny i spróbować skorzystać z rezerwowego, ale nie miał wtedy czasu na szybkie rozwiązanie problemu. W wyniku upadku Bear złamał kręgosłup w trzech miejscach. Według jego chirurga było prawdopodobne, że zostanie sparaliżowany do końca życia, nie wiadomo było również, kiedy znów będzie mógł chodzić. Następne dwanaście miesięcy spędził w wojskowej klinice rehabilitacyjnej w Headley Court. Dzięki ogromnemu wysiłkowi Bear w końcu doszedł do formy i niespełna dwa lata później zdobył najwyższy szczyt świata.
W 2000 roku Grylls ożenił się z Sharą Cannings Knight, z którą ma 3 synów Jesse’ego, Marmaduka i Huckleberry’ego.
W 2001 roku otrzymał tytuł ambasadora organizacji charytatywnej Prince’s Trust.

## Twórczość

### Poradniki
- Pokonać Everest – 2000, wyd. pol. 2012
- Outdoor: Pasja i Przygoda – 2008, wyd. pol. 2012
- Urodzony, by przetrwać – 2009, wyd. pol. 2011
- Szkoła przetrwania: kultowy poradnik survivalowy (Discovery World) – 2009, wyd. pol. 2010
- Bezlitosny ocean – 2005, wyd. pol. 2012
- Poradnik przetrwania w życiu – 2013, wyd. pol. 2013
- Jeść, by przetrwać – 2014, wyd. pol. 2015
- Trenuj dla siebie – 2014, wyd. pol. 2014

### Autobiografia
- Kurz, pot i łzy – 2011, wyd. pol. 2011

### Cykl powieści
- Wilczy szlak – 2009, wyd. pol. 2011
- Ślady tygrysa – 2010, wyd. pol. 2012
- Złoto bogów – 2008, wyd. pol. 2011
- Piaski skorpiona – 2009, wyd. pol. 2012
- Pazury krokodyla – 2013, wyd. pol. 2015
- Lot Widmo – 2015, wyd. pol. 2015
- Płonące anioły – 2016, wyd. pol. 2016